# Živorodka podivná
Živorodka podivná (Poecilia obscura, slovensky: živorodka podivná, anglicky: Endlers, Oropuche guppy) je druh živorodky, která pochází z Jižní Ameriky. Ryba byla popsána v roce 2009, ichtyology Schoriesovou, Meyerem a Schartlem.

## Popis
Vzhledem je ryba podobná živorodce duhové. Barva těla samic je šedavě hnědá až žlutá, u samců a kříženců pak s červenými, modrými, oranžovými a žlutými jasnými pigmentovými skvrnami, některé odrážející duhové barvy. Samice dorůstají max. 1,5 až 2 cm, samci jsou výrazně menší. Pohlaví ryb je snadno rozeznatelné: samci mají pohlavní orgán gonopodium, samice klasickou řitní ploutev. Existuje značné množství barevných a tvarových variant samců, které vznikly v akváriích křížením např. s P. reticulata a P. wingei.

## Biotop
Původem je ryba z Jižní Ameriky, z Trinidadu, řeka Oropuche a Tobaga.

## Chov v akváriu
- Chov ryby: Ryba vyžaduje čistou vodu a odkalování dna, kde se ryby v noci zdržují. Pokud tomu tak není, samci začnou trpět rozpadem ploutví a plísňovými onemocněními. Jde o klidnou, hejnovou rybu, vhodnou také do společenských nádrží s podobně velkými rybami. Doporučuje se chov s převahou samic. V českých akváriích se vyskytuje vzácně.[3]
- Teplota vody: 22–27 °C[3]
- Kyselost vody: 6,5–7,5 pH[3]
- Tvrdost vody: 4–12° dGH[3]
- Krmení: Jedná se o všežravou rybu, preferuje živou potravu, přijímá také vločkové, nebo mražené krmivo. Pro dobré vybarvení a růst by strava měla být pestrá.[3]
- Rozmnožování: Březost trvá 25 dní. Samice rodí zpravidla do 10 mláďat, která jsou velká cca 1 cm a okamžitě přijímají běžnou potravu. Samci dospívají do dvou měsíců, samice do věku tří měsíců.[3]